# Burg Schloßböckelheim
Die Burg Schloßböckelheim, früher auch Burg Böckelheim genannt, ist die Ruine einer Höhenburg auf einem Berghang im Nahegau bei der Ortsgemeinde Schloßböckelheim im Landkreis Bad Kreuznach.

## Geschichte
Die Burg wurde wahrscheinlich im 9. Jahrhundert auf den Resten einer römischen Siedlungsstelle errichtet.

### Konradiner (bis 1046)
824 wurde erstmals urkundlich der Ort Becchilenheim erwähnt. Für die Zeit um die Jahrtausendwende ist in einer späteren Urkunde ein Herzog Cuno von Beckilnheim erwähnt, bei welchem es sich am ehesten um Konrad von Schwaben handelt. Im 11. Jahrhundert gelangt die Burg als Reichslehen in die Hand des oberlothringischen Herzogs Gottfried III. der Bärtige, welcher über Mathilde von Schwaben in direkter Erbfolge stand. 1046 wird die Burg von Kaiser Heinrich III. belagert und zerstört und das Lehen eingezogen, nachdem Gottfried sich gegen den Kaiser erhoben hat.

### Nellenburger (1046–1125)
Es wird angenommen, dass 1065 die Lehnsherrschaft über die Burg Böckelheim mit dem Reichsgut Kreuznach von Kaiser Heinrich III. an das Bistum Speyer übereignet wird. Lehnsnehmer ist zu dieser Zeit Graf Eberhard VI. von Nellenburg, von welchem anderweitig bekannt ist, dass er für seine Gefolgschaft gegenüber Heinrich III. auf dessen Italienfeldzug 1046/47 belohnt wurde.
1105 wird Kaiser Heinrich IV. von seinem Sohn und Nachfolger Heinrich V. auf der Burg gefangengehalten und zur Abdankung gezwungen. Heinrich V. hat unmittelbar zuvor den Hirsauer Abt Gebhard zum Bischof von Speyer berufen. Auch die Grafen von Nellenburg sind Anhänger der gregorianischen und Hirsauer Reform und werden somit zu Gegnern Heinrichs IV.

### Sponheimer (1125–1279)
In der Erbfolge geht das Lehen über Adalbert von Mörsberg auf die Grafen von Sponheim über. Nach einer Teilung verkauft Heinrich von Sponheim-Dannenfels die Burg an den Erzbischof von Mainz. Heinrichs Bruder Johann versucht den Kauf rückgängig zu machen, was 1279 zu einer erbitterten Fehde (Schlacht bei Sprendlingen) zwischen Sponheim und Mainz und zum endgültigen Verlust der Burg an das Kurstift Mainz führt.

### Kurmainz (1279–1471)
Unter kurmainzischer Herrschaft wird die Verwaltung von Sobernheim und den anderen Mainzer Liegenschaften an der mittleren Nahe von Kloster Disibodenberg nach Burg Böckelheim verlegt (siehe Amt Böckelheim).

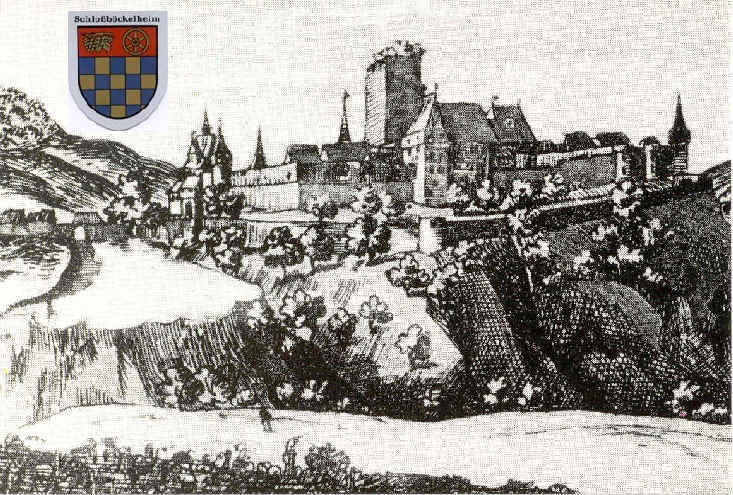
Stich des 17. Jahrhunderts

1327 trägt Rheingraf Siegfried II., Vizedom im unteren Rheingau, den Titel eines Burggrafen von Böckelheim. 1388 verstirbt Antilmann von Scharfenstein, gen. Grasewege, Amtmann auf Burg Böckelheim, dessen Witwe die Disibodenberger Kapelle in Sobernheim stiftet.

### Kurpfalz (1471–1688)
Die Anlage wird nach mehreren Wechseln 1471 an die Kurpfalz abgetreten und 1688 am Beginn der Pfälzischen Erbfolgekriege von französischen Truppen vollkommen zerstört.

## Beschreibung
Die Ruine weist noch auf einen vermuteten ehemaligen Torturm hin und zeigt noch den Rest eines Treppenturmes.